# Badesi
Badesi är en ort och kommun i provinsen Sassari i regionen Sardinien i Italien. Kommunen hade 1 873 invånare (2017).